# Arteriitis temporalis
Arteriitis temporalis (AT) of arteriitis gigantocellulare is een vasculitis (subtype: reuscelarteriitis, RCA) van de grote en middelgrote arteriën, vooral van de halsslagader (arteria carotis) en de vertakkingen daarvan (onder andere de arteria temporalis). Het is geassocieerd met polymyalgia rheumatica (spierreuma).

## Epidemiologie
Arteriitis temporalis is geassocieerd met het humaan leukocytenantigeen HLA-DR subtype DR4. In Scandinavische landen komt het meer voor dan gemiddeld. Vrouwen zijn vaker aangedaan.

## Etiologie
Het ontstaansmechanisme van arteriitis temporalis is tot op heden niet opgehelderd.

## Histologie
In het biopt uit de arteria temporalis is hyperplasie van de binnenste laag (tunica intima) van de vaatwand te zien met reuscellen in de elastische laag (membrana elastica interna, tussen de intima en middelste laag van de vaatwand). Het is het beeld van een granulomateuze ontsteking. Niet de hele arterie is aangedaan. Om zo een ontsteking te 'vangen' in het biopt, moet minstens één centimeter gebiopteerd worden. Het (tot nu toe onbekende) antigeen wordt waarschijnlijk aangeleverd via de vasa vasorum.

## Symptomen
- Hevige hoofdpijn (65%) met name in de slapen[1]
- Spierreuma (polymyalgia rheumatica) (50%)
- Kaakpijn (50%) o.a. moeite met vlees kauwen (Claudicatio)[1]
- Visusklachten (20%)
- Pijn bij aanraken van de arteria temporalis
- (spier)pijn en stijfheid in achterhoofd, schedeldak en nek
- gewichtsverlies door verminderde eetlust[2]

## Diagnostiek
3 van de 5 onderstaande criteria
- Leeftijd > 45 jaar
- Nieuwe (gelokaliseerde) hoofdpijn
- Bij palpatie van de arteria temporalis: pijn en/of verminderde pulsatie
- Erytrocytbezinkingssnelheid BSE > 50mm
- Biopt met vasculitis
- En nog andere klachten die kunnen wijzen op Arteriitis temporalis[3]

Bij een duidelijk klinisch beeld wordt vaak geen biopt genomen en meteen met de behandeling begonnen.

## Behandeling
Behandeling geschiedt met prednison (40-60 mg/dag), wat vooral lijkt te helpen tegen het oedeem in de vaatwand. 50% van de patiënten heeft deze behandeling langer dan 2 jaar nodig.

## Complicaties
Er kan een aneurysma van de (thoracale) aorta ontstaan. Ook kan er (dubbelzijdige) blindheid optreden als niet snel genoeg aan AT wordt gedacht bij visusklachten (o.a. amaurosis fugax).